# Émile Dewoitine
Émile Dewoitine (* 26. September 1892 in Crépy, Département Aisne; † 5. Juli 1979 in Toulouse) war ein französischer Flugzeugkonstrukteur und Industrieller.

## Leben

### Jugend und Militärdienst
Émile Dewoitine war seit seiner Kindheit an der Luftfahrt interessiert. Er besuchte die Oberschule in Reims und trat danach in die École Bréguet in Paris ein, wo er für den Studienzweig Elektrizität optierte. 
Seinen Militärdienst leistete er ab 1911 bei der Aéronautique Militaire, wo er im Februar 1911 seinen ersten Flug machte. Er wurde „Ballonpionier“ (sapeur-aérostier) und dann Flugzeugmechaniker an der Militärflugschule École Blériot auf dem heutigen Flughafen Étampes-Mondésir und nahm mit Farman-Doppeldeckern an Aufklärungsflügen in Algerien und Tunesien teil. Er beendete seinen Wehrdienst im Februar 1914, wurde aber beim Ausbruch des Weltkriegs im August bereits wieder einberufen. 1915 wurde er nach Russland zur Flugzeugfirma Anatra abgeordnet, bei der er in Odessa und Simferopol die Lizenz-Produktion von Doppelsitzer-Bombern des Typs Voisin LAS überwachte. Nach der Oktoberrevolution 1917 kehrte er nach Frankreich zurück. Dort wurde er zum kurz zuvor durch Pierre-Georges Latécoère neu gebildeten Service des fabrications de l’aéronautique (SFA) in Toulouse kommandiert. Latécoère sollte Salmson II A.2 Aufklärer und Salmson II B.2 Bomber unter Lizenz produzieren und Dewoitine war für den Aufbau der Produktionslinien verantwortlich. Die erste Maschine der Serie flog im Mai 1918 und mehr als sechshundert Flugzeuge wurden bis zur Einstellung der Produktion im Dezember 1918 hergestellt. Dewoitine wurde 1919 aus dem Militärdienst entlassen und trat 1920 bei Latécoère aus.

### Flugzeugkonstrukteur
Dewoitine blieb in Toulouse und gründete im Oktober 1920 seine eigene Firma, die Société anonyme des avions Dewoitine (SAD). Im Rahmen einer von der Regierung veranstalteten Ausschreibung entwickelte er ein einsitziges Jagdflugzeug, die Dewoitine D.1. Sein Entwurf gewann den Wettbewerb und zwei Prototypen wurden im Jahr 1921 bestellt. Der erste D.1 flog im November 1922 und wurde ein Erfolg. Marcel Doret, als Chefpilot von Dewoitine engagiert, brach im Dezember 1924 drei Geschwindigkeits-Weltrekorde mit der D.1. Insgesamt wurden 230 Exemplare gebaut, darunter 30 für die auf der 1923–1926 zu Frankreichs erstem Flugzeugträger umgebauten Béarn stationierten Marineflieger und 44 für den Export nach Serbien. Außerdem wurden mehr als 100 in Lizenz bei Ansaldo in Italien gebaut.

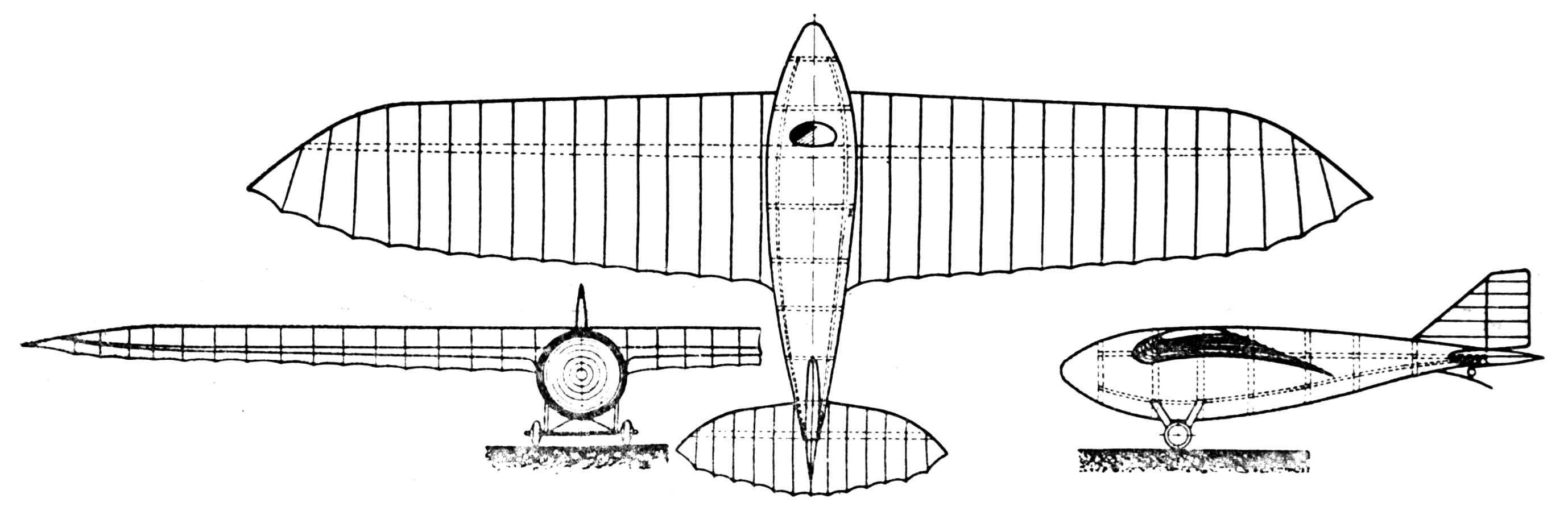
Dreiseitenansicht der P.1

Dewoitine entwickelte in diesen Jahren auch verschiedene Bomber- und Transportflugzeuge, patentierte mehrere Arten von Flügelholmen und wandte sich außerdem einem neuen Feld, dem Segelflug, zu. Er konstruierte die P.1 im Mai 1922, auf die im August die etwas größere P.2 folgte. Auf sie folgten 1923 die P.3 und die P.4. Alle vier zeigten gute Flugeigenschaften und erreichten beachtliche Flugdauern.

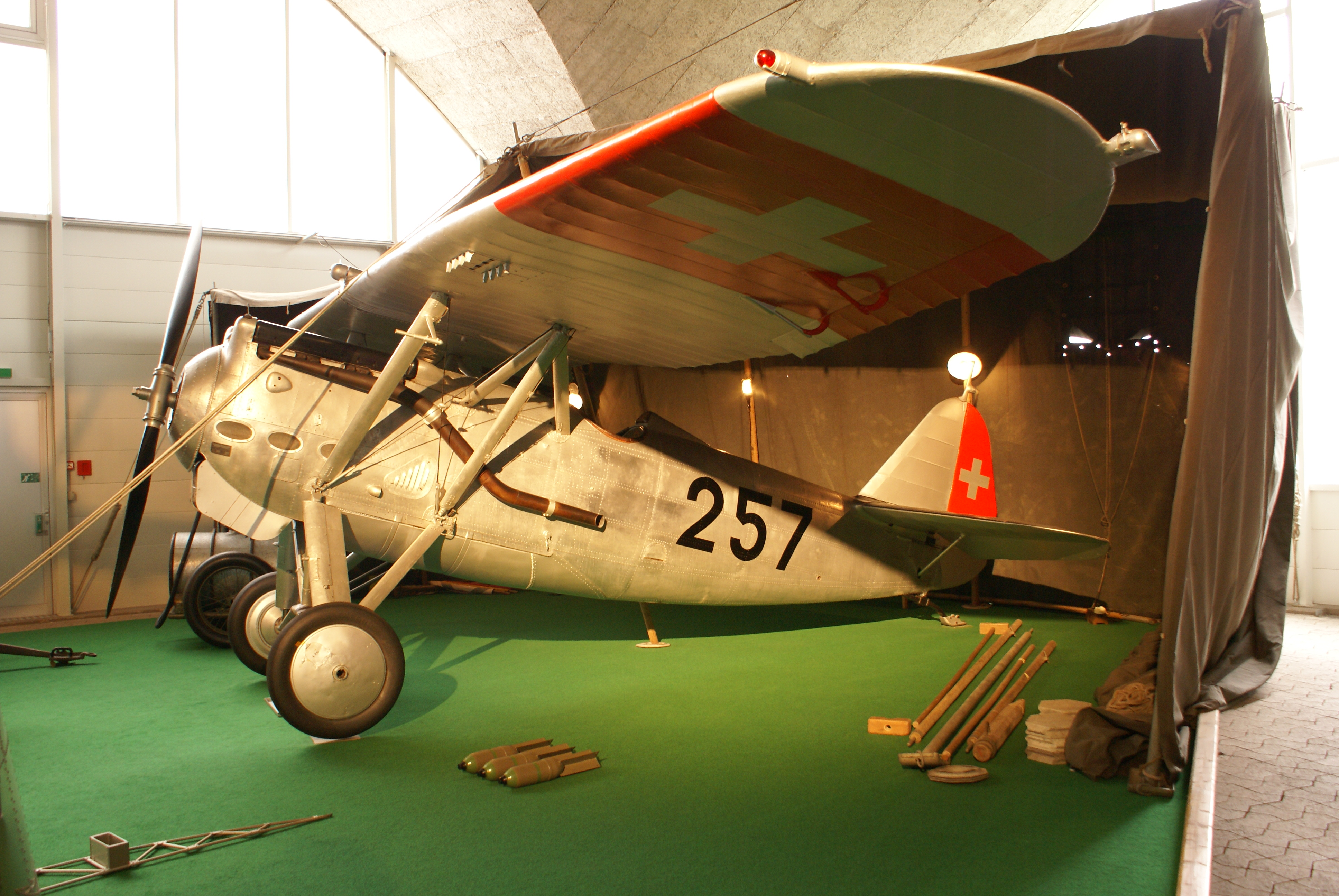
Dewoitine D.27

Im Januar 1927 war Dewoitine gezwungen, seine Firma zu liquidieren, es gelang ihm aber, dank der gerade angelaufenen Entwicklung des leichten Jägers D.27 im Geschäft zu bleiben. Die Weiterentwicklung des Flugzeugs wurde zu den Eidgenössischen Konstruktionswerkstätten in Thun in der Schweiz verlegt und er selbst siedelte auch nach Thun um. Der Prototyp der D.27 absolvierte seinen Erstflug am 3. Juni 1928. Bereits im März 1928 machte sich Dewoitine mit der Société Aéronautique Française – Avions Dewoitine erneut selbstständig, aber obwohl der Service Technique Aéronautique (STAé) dann 1929 insgesamt fünf unterschiedlich motorisierte Vorserienmaschinen kaufte, kam es zu keinen Bestellungen seitens der französischen Luftwaffe. Gegen Ende 1929 beschloss jedoch die Schweizer Luftwaffe, die bereits 1918 entwickelten Doppeldecker Fokker D.VII in ihren Jagdstaffeln zu ersetzen und kaufte dazu im Laufe der nächsten Jahre insgesamt 66 Maschinen.
Indessen wurden bei Avions Dewoitine in Toulouse eine Anzahl von Militär- und Zivilflugzeugen entwickelt, darunter die Dewoitine D.500, der erste vollständig aus Metall gefertigte Eindecker-Jäger der französischen Luftwaffe und das sehr erfolgreiche Passagierflugzeug Dewoitine D.338. Die D.338 beruhte auf dem für Langstreckenrekordflüge konzipierten und in zwei Exemplaren gebauten Testflugzeug Dewoitine D.33. Die erste der beiden stellte im Juni 1931 mit den Piloten Marcel Doret und Joseph Le Brix einen Langstreckenrekord für Rundkurse auf, als sie in 70 Nonstop-Flugstunden mit 10.520 km als erste die 10.000 km Marke übertraf.

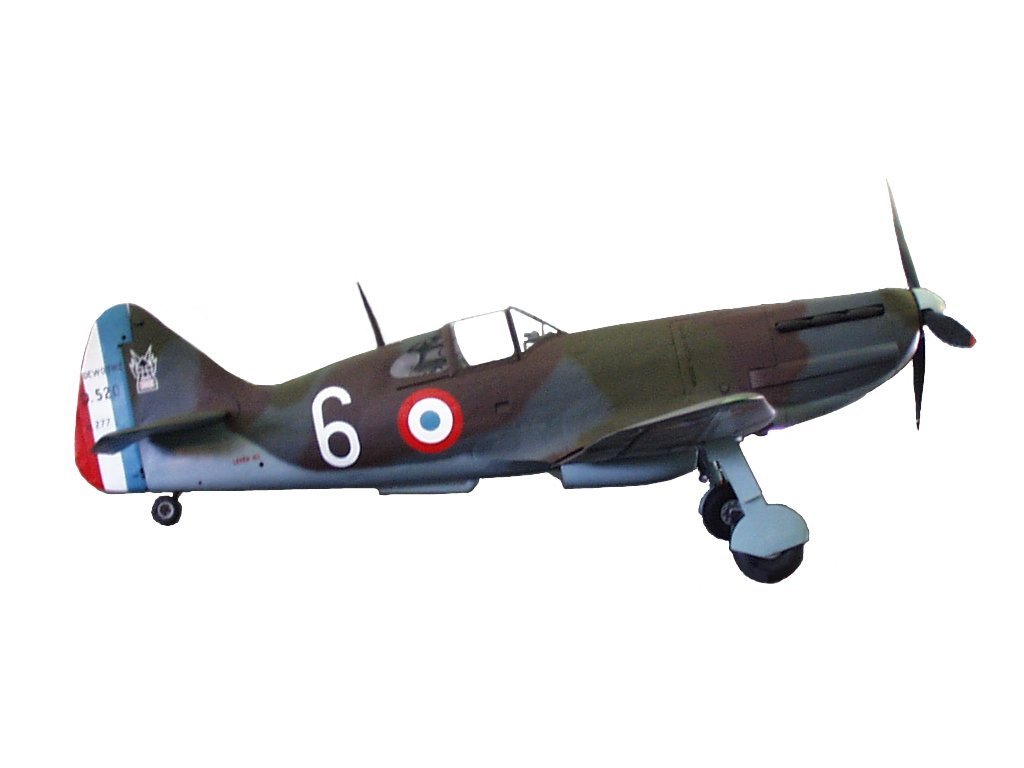
Dewoitine D.520

Im Jahre 1936 wurde Dewoitines Firma, wie alle Flugzeugbauer des Landes, verstaatlicht und in SNCAM (Societé Nationale de Constructions Aéronautiques du Midi) umbenannt. Bald darauf begann Dewoitine mit der Entwicklung des Dewoitine D.520, des besten französischen Jägers im Zweiten Weltkrieg, der sich besonders durch seine Wendigkeit und seine guten Sink- und Sturzflugeigenschaften auszeichnete und ab 1940 zum Einsatz kam.

### Zweiter Weltkrieg
Nach dem deutsch-französischen Waffenstillstand vom 22. Juni 1940 reiste Dewoitine in die USA, wo er beabsichtigte, General Henry Arnold und Henry Ford dazu zu bewegen, mit ihm Jagdflugzeuge zu produzieren. Er wurde vom Vichy-Regime nach Frankreich zurückgerufen, dort interniert und wegen Verrats zunächst verurteilt, dann aber freigesprochen. Er arbeitete anschließend für die deutsche Firma Arado als Leiter einer 200-köpfigen Arbeitsgruppe, die die wegen der Knappheit von Duraluminium aus Holz hergestellte Leichtversion des Schulflugzeugs Arado Ar 96, die Arado Ar 396, entwickelte. Danach ging er zurück zu der von ihm 1938 (nach der Verstaatlichung der Avions Dewoitine) gegründeten Société industrielle pour l’aéronautique (SIPA), die unter einem Abkommen zwischen den Regierungen in Berlin und Vichy die Ar 396 für die Luftwaffe herstellte.

### Nachkriegszeit

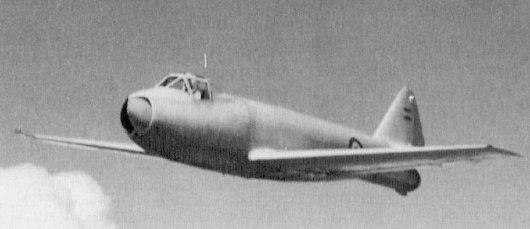
I.Ae.27 Pulqui I

Aus Furcht vor politischen Unannehmlichkeiten nach der Libération – er wurde der Unterstützung des Feindes und der Gefährdung der äußeren Sicherheit des Staates beschuldigt – ging Dewoitine 1944 nach Spanien, wo er bei Hispano Aviación an einer Weiterentwicklung der D.520 arbeitete, und dann im Mai 1946 nach Argentinien. Dort entwickelte er 1946/47 für die Fábrica Militar de Aviones den Abfangjäger I.Ae. 27 Pulqui I („Pfeil“), den ersten je in Südamerika gebauten Düsenjäger. Zwar kam die Maschine nicht über das Stadium des Prototyps hinaus, aber Argentinien war damit erst das fünfte Land, dem der Bau eines eigenen Düsenjägers gelungen war. In Argentinien war Dewoitine außerdem beteiligt an der Entwicklung der „Boyero“ für die argentinischen Aero-Clubs und in Spanien an der Entwicklung des Verbindungsflugzeugs AISA AVD-12, der die spanische Luftwaffe dann allerdings die von der CASA in Lizenz gebaute Dornier Do 25 vorzog.
Am 9. Februar 1948 wurde Dewoitine von einem französischen Gericht in Abwesenheit zu 20 Jahren Zwangsarbeit, Entzug der bürgerlichen Ehrenrechte und Beschlagnahme seines Eigentums verurteilt. Erst 1953 kehrte er, nach einem Freispruch in einem Schnellprozess im Januar 1953, nach Frankreich zurück. Marcel Dassault ekelte ihn raus. Er lebte deshalb in Patagonien, wo er eine Schaffarm von 14.000 Hektar besaß, dann in Montreux in der Schweiz und schließlich in Toulouse, wo er 1979 starb. Im Oktober 2022 veranstaltete der Conseil départemental von Toulouse eine Ausstellung über Émile Dewoitine in seinem Gebäude unter dem Titel „Dewoitine, 20 Jahre Aeronautik... vor 100 Jahren“, was auf seine vollständige politische Rehabilitierung schließen lässt.